# Bothriochloa
Bothriochloa är ett släkte av gräs. Bothriochloa ingår i familjen gräs.

## Bildgalleri

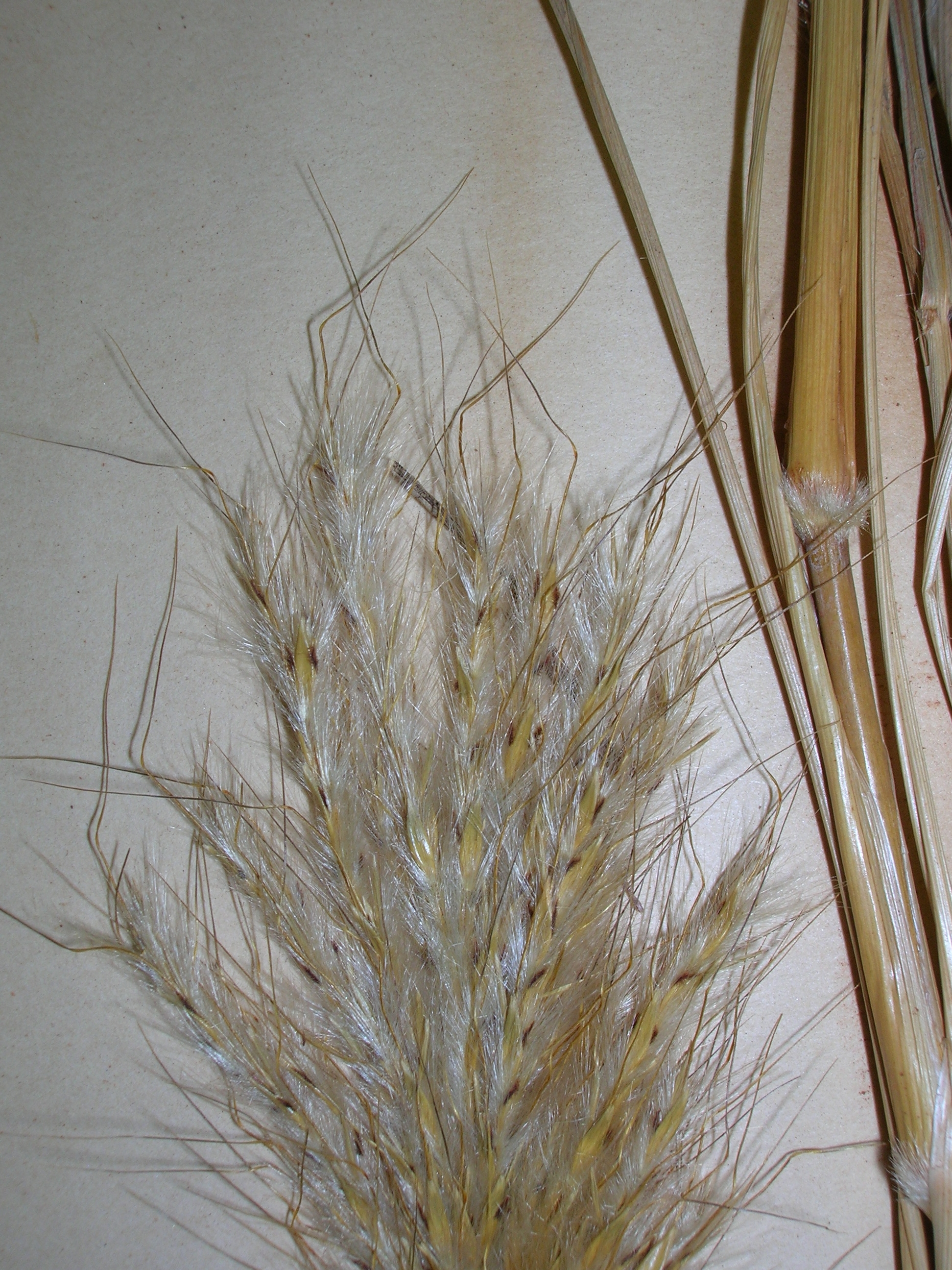

## Dottertaxa tillBothriochloa, i alfabetisk ordning[1]
- Bothriochloa alta
- Bothriochloa barbinodis
- Bothriochloa biloba
- Bothriochloa bladhii
- Bothriochloa bunyensis
- Bothriochloa campii
- Bothriochloa compressa
- Bothriochloa decipiens
- Bothriochloa edwardsiana
- Bothriochloa ensiformis
- Bothriochloa erianthoides
- Bothriochloa eurylemma
- Bothriochloa ewartiana
- Bothriochloa exaristata
- Bothriochloa grahamii
- Bothriochloa hirtifolia
- Bothriochloa hybrida
- Bothriochloa imperatoides
- Bothriochloa insculpta
- Bothriochloa ischaemum
- Bothriochloa kuntzeana
- Bothriochloa laguroides
- Bothriochloa longifolia
- Bothriochloa longipaniculata
- Bothriochloa macera
- Bothriochloa macra
- Bothriochloa meridionalis
- Bothriochloa pertusa
- Bothriochloa pseudoischaemum
- Bothriochloa radicans
- Bothriochloa saccharoides
- Bothriochloa springfieldii
- Bothriochloa velutina
- Bothriochloa woodrovii
- Bothriochloa wrightii